# Mark Thornton
Mark Thornton (nacido el 7 de junio de 1960) es un economista estadounidense de la escuela austriaca. Ha escrito sobre el tema de la prohibición de las drogas, los aspectos económicos de la guerra civil estadounidense y el "Índice de los rascacielos". Es miembro principal del Instituto Ludwig von Mises en Alabama y miembro investigador del Instituto Independiente.

## Vida y carrera académica

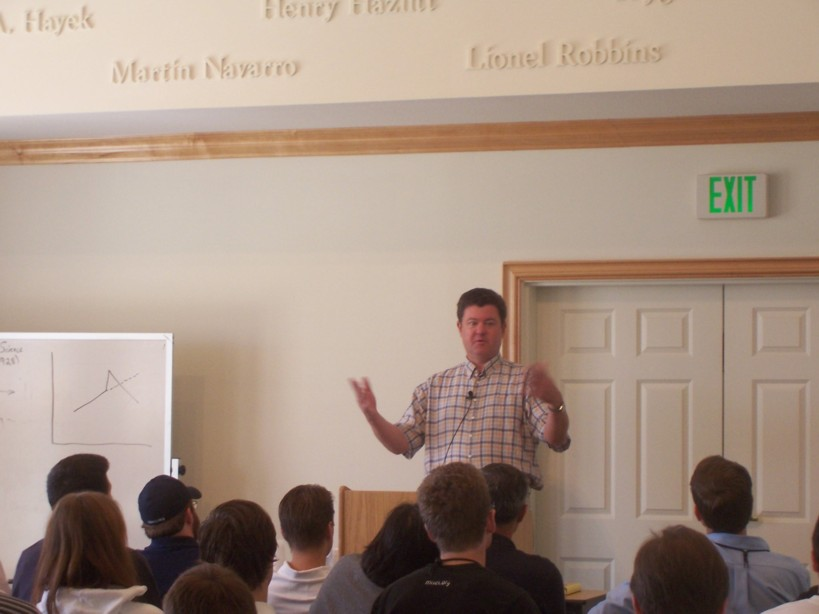
Mark Thornton habla sobre los ciclos económicos durante la conferencia de la Universidad Mises de 2008.

Thornton creció en Ginebra, Nueva York, en una familia de empresarios católicos irlandeses que eran "Demócratas en la política".
Thornton recibió su licenciatura de la Universidad de San Buenaventura (1982), y su Ph.D. de la Universidad de Auburn (1989). Thornton enseñó economía en la Universidad de Auburn. Anteriormente fue profesor en la Universidad Estatal de Columbus, donde recibió el Premio de Investigación y Becas de la Facultad en 2002. Actualmente es miembro principal del Instituto Ludwig von Mises, donde es editor de reseñas de libros para su Quarterly Journal of Austrian Economics.

## Estudios sobre la prohibición
Ha escrito sobre temas relacionados con la prohibición. El primer libro de Thornton, The Economics of Prohibition, fue elogiado por el supervisor de Thornton en el Instituto Mises, su vicepresidente Murray Rothbard, quien es citado en la portada del libro de la edición de 2007: "El libro de Thornton ... llega para llenar "enorme brecha, y lo hace espléndidamente ... Este es un excelente trabajo que hace una importante contribución a la erudición, así como al debate sobre políticas públicas". El crítico David R. Henderson de la Hoover Institution escribió: "El libro de Thornton contiene mucha información valiosa sobre la prohibición y cita muchas fuentes. Pero el libro con conocimientos económicos sobre la prohibición que justifica la legalización aún no se ha escrito". Thornton debatió la Guerra contra las drogas en la Oxford Union en 2014.
Las organizaciones libertarias han publicado artículos de Thornton sobre la prohibición de las drogas y el alcohol, y fue entrevistado por Agence France-Presse sobre el tema de la prohibición. Thornton contribuyó con un capítulo al libro de Jefferson Fish Cómo legalizar las drogas.

## Actividades políticas
Thornton se postuló para el Congreso de los Estados Unidos en 1984. Thornton ha sido vicepresidente y presidente del Partido Libertario de Alabama. En 1988, se convirtió en el primer titular de la oficina del Partido Libertario en Alabama cuando fue elegido Constable, un cargo local de aplicación de la ley. Fue candidato del Partido Libertario para el Senado de los EE.UU. En 1996. También recibió el respaldo del Partido de la Reforma y ocupó el tercer lugar entre cuatro candidatos.

## Libros
- The Economics of Prohibition. Salt Lake City, Utah: University of Utah Press, 1991. (ISBN 0-87480-379-9)
- Tariffs, Blockades, and Inflation: The Economics of the Civil War (with Robert B. Ekelund, Jr). Delaware: Scholarly Resource Books, 2004. (ISBN 0-8420-2961-3)
- The Quotable Mises (editor). Auburn, AL: Ludwig von Mises Institute, 2005. (ISBN 0-945466-45-5)
- The Bastiat Collection (editor). Volume 1 Archivado el 2 de julio de 2014 en Wayback Machine. and Volume 2 Archivado el 2 de julio de 2014 en Wayback Machine.. Auburn, AL: Ludwig von Mises Institute, 2007. (ISBN 978-1-933550-07-7)
- An Essay on Economic Theory: An English translation of Richard Cantillon’s Essai sur la Nature du Commerce en Général (Thornton, editor; Chantal Saucier, translator) Auburn, AL: Ludwig von Mises Institute, 2010. (ISBN 978-1-61016-001-8)
- The Skyscraper Curse: And How Austrian Economists Predicted Every Major Economic Crisis of the Last Century. July 2018. (ISBN 978-1610166843)